# Hyllus
Hyllus (greacă Ὕλλος; de asemenea Hyllas (Ὕλᾱς)) a fost în mitologia greacă un heraclid, fiu al lui Heracles și Deianira, soț al lui Iole, îngrijit de Abia. 